# Jonna Lee

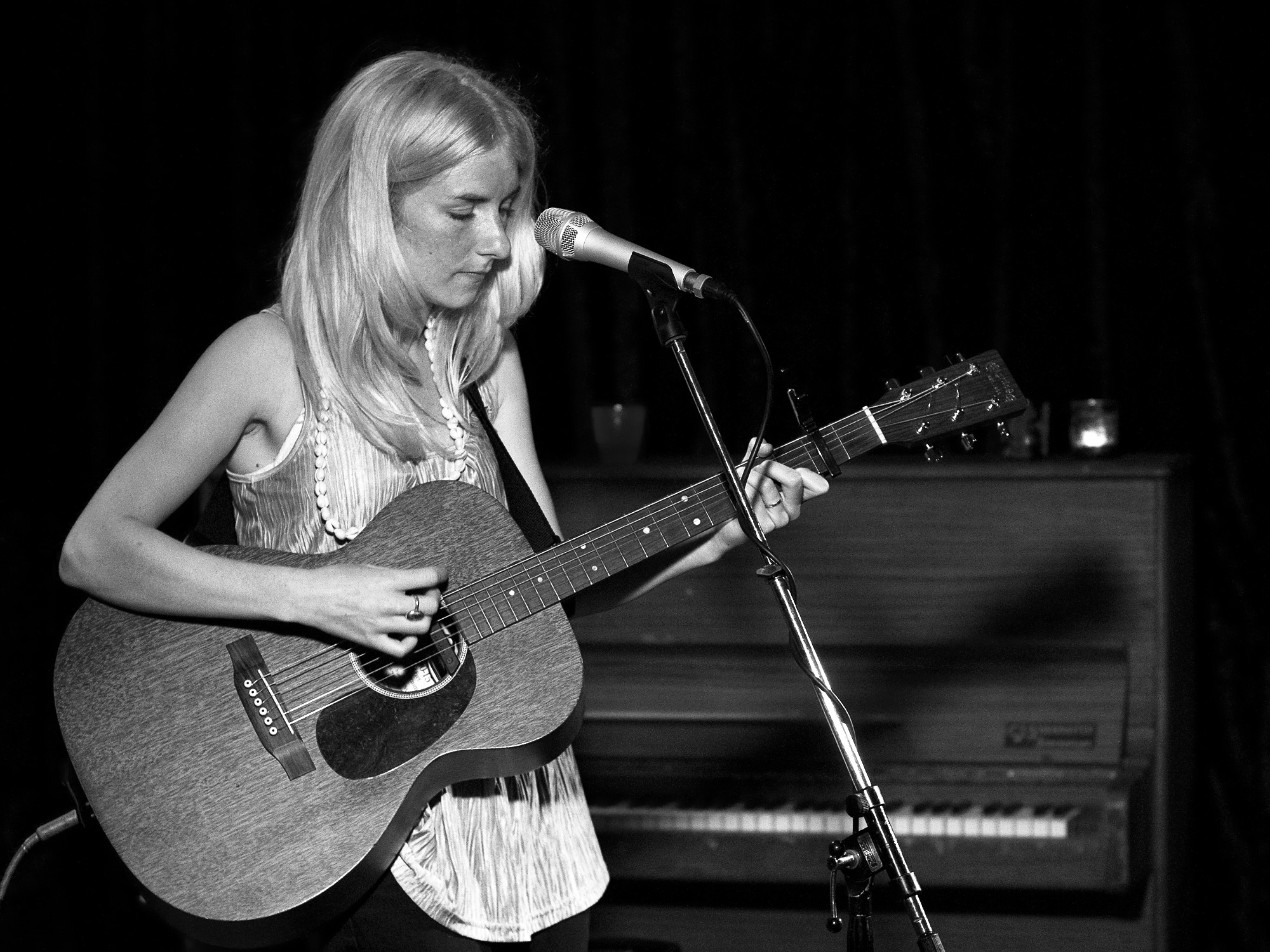
Jonna Lee

Jonna Emily Lee (* 3. Oktober 1981 in Linköping) ist eine schwedische Sängerin, Produzentin und Kreativdirektorin. Lee ist die Gründerin und Sängerin des audiovisuellen Online-Projekts iamamiwhoami, worunter sie seit 2009 über ihren Youtube-Kanal iamamiwhoami ihre audiovisuellen Serien online stellt und rund 120.000 Abonnenten besitzt (Stand Mai 2019). Seit ihrem ersten Soloalbum hat sie mit dem Musikproduzenten und Künstler Claes Björklund zusammengearbeitet, welcher ebenfalls ein Mitglied von iamamiwhoami ist. Seit 2017 existiert von Lee ein neues Soloprojekt unter dem Namen ionnalee.
Im Februar 2018 veröffentlichte sie ihr Debüt-Soloalbum Everyone Afraid to Be Forgotten. Mit dem gleichen Album hatte sie im Anschluss eine Welttournee, die von ihren Fans mitfinanziert wurde. Die Tournee war 2018 weltweit ausverkauft. Im Februar 2019 wurde ihr zweites Soloalbum Remember the Future mit dem Erscheinungstermin 31. Mai 2019 angekündigt.

## Kindheit und Weg zur Musikerin
Lee wurde in Linköping geboren und wuchs mit ihrer Mutter und ihren Geschwistern in dem Dorf Fågelsta auf. Lee interessierte sich bereits als Kind für Musik und reiste als Teenager nach London. Im Jahr 2002 zog Lee nach Stockholm, wo sie ein Teil der Underground-Indie-Szene wurde. Sie fing an, ihre eigenen Platten aufzunehmen und veröffentlichte diese über ihre Website, bis sie im Frühjahr 2007 vom schwedischen Indie-Label Razzia Records unter Vertrag genommen wurde. Sie veröffentlichte zwischen 2007 und 2009 zwei Soloalben und eine EP über Razzia Records, verließ das Label jedoch im Jahr 2010 und begann über das unabhängige Label To whom it may concern die audiovisuellen Projekte von iamamiwhoami zu veröffentlichen.

## Werdegang von Jonna Lee
Lee veröffentlichte am 10. Oktober 2007 ihr erstes Soloalbum 10 Pieces, 10 Bruises über das schwedische Label Razzia Records. Die erste Single war Dried Out Eyes, gefolgt von And Your Love, einem Duett mit Ed Harcourt, welcher drei Tracks auf dem Album produzierte. Lee produzierte den Rest der Platte mit ihrem Mitarbeiter Claes Björklund, welcher ein Mitglied von Travis in London ist. Das Supergrass-Mitglied Danny Goffey spielt Schlagzeug auf dieser Platte. Einige Songs wurden in Goffeys Haus in England aufgenommen. Im September 2008 veröffentlichte sie eine fünfspurige EP mit dem Titel This War. Ihr zweites Studioalbum This Is Jonna Lee, produziert von Claes Björklund und Lee, erschien im Februar 2009.
Im Oktober 2009 veröffentlichte sie eine Version des Songs Violent Playground der Industrial Electro-Band Nitzer Ebb. Die Band veröffentlichte auf ihrer Website Lees Version zusammen mit einem Interview. Von Dezember 2009 bis Dezember 2016 veröffentlichte Lee zusammen mit dem Produzenten Claes Björklund und seinen Mitarbeitern Musik und Filme unter dem Pseudonym iamamiwhoami.

### iamamiwhoami
Im März 2010 gab es Spekulationen, dass Lee die Künstlerin war, die in den von iamamiwhoami hochgeladenen Viral-Marketing-Videos auf YouTube zu sehen war, obwohl ihr Management dementierte. Laut rraurl.com und MTV Brasil wurde das Musikvideo zu iamamiwhoamis Titel „o“ von Viktor Kumlin gedreht, der auch Regisseur von Lees Musikvideo Something So Quiet ist. Dies erwies sich später als falsch.
Lee wurde schließlich inoffiziell als iamamiwhoami identifiziert, als sie das Musikvideo mit dem Titel „t“ auf ihrem Kanal veröffentlichte. Sie ist auch in den späteren Musikvideos zu sehen und trat 2011 beim Way Out West Festival in Göteborg, Schweden, live auf. Das Projekt wurde für zahlreiche Preise nominiert und 2010 mit einem schwedischen Grammi Award als Innovator des Jahres ausgezeichnet. iamamiwhoamis Debütalbum kin wurde im Juni 2012 unter dem Label whom it may concern veröffentlicht. Das Label Co-Operative Music führte Lee als Künstlerin, Co-Produzentin, Songwriterin sowie als visuelle Produzentin von iamamiwhoami auf. Lee führte schließlich im August 2012 ein Interview mit The Guardian durch und bestätigte, dass sie sich im „Prozess der Entwicklung von iamamiwhoami“ befinde und erklärte, dass sie immer noch die „selbe Person“ sei, aber „andere Seiten von [sich selbst] gefunden“ habe.

### Ionnalee
Am 24. Februar 2017 kündigte whom it may concern die Veröffentlichung der neuen Single Samaritan, an, die unter dem neuen künstlerischen Pseudonym ionnalee veröffentlicht werden sollte. Nach der Ankündigung wurde ein Instagram-Account für das Projekt eingerichtet. Die Single erschien am 10. März 2017. Der YouTube-Kanal von iamamiwhoami hat einen Teaser für das dazugehörige Musikvideo hochgeladen. Das offizielle Musikvideo wurde ebenfalls am 10. März auf demselben Kanal veröffentlicht.
Am 2. Juni 2017 folgte die zweite Single Not Human mit dem dazugehörigen Musikvideo. Eine dritte Single, Simmer Down, wurde am 6. Oktober 2017 veröffentlicht. Eine vierte Single, Gone, wurde am 24. November 2017 veröffentlicht, gefolgt von der Ankündigung von ionnalees drittem Studioalbum Everyone Afraid to Be Forgotten. Das Album wurde am 16. Februar 2018 von ihrem Label  whom it may concern veröffentlicht. Am selben Tag enthüllte sie neben dem Regisseur und dem Chefproduzenten John Strandh einen von Lee selbst inszenierten Spielfilm, welcher das Album begleitet.
Am 2. Februar 2018 startete ionnalee eine Kampagne auf Kickstarter, um eine Welttournee für alle zu finanzieren, die Angst haben, vergessen zu werden. Die Zusagen reichten von Eintrittskarten für die Stadt der Wahl über ionnalee-Waren, Requisiten von iamamiwhoami und ionnalee-visuellen Projekten bis hin zu einer einzigartigen, lebensgroßen, handgefertigten Büste, die von ionnalee selbst angefertigt wurde. Die Kampagne erreichte innerhalb von fünf Tagen eine Finanzierung von 100 % und brachte 375.000 SEK (35.303 Euro) ein. Später kamen weitere Ziele hinzu, um die Tour in mehr Städte zu bringen. Am 15. März 2018 endete die Kampagne mit einer Gesamtsumme von 750.187 SEK (70.622 Euro). Die Tour begann am 9. Mai 2018 in Heaven in London und fand im Laufe des Jahres 2018 in ganz Europa, Nord- und Südamerika statt.
Am 3. Februar 2019 kündigte ionnalee die Veröffentlichung einer neuen Single Open Sea an, welche am 8. Februar 2019 erscheinen soll. Am 4. Februar 2019 wurde bekannt gegeben, dass ionnalees bevorstehendes zweites Soloalbum Remember the Future am 31. Mai 2019 erscheinen soll.

### Stilrichtung
Jonna Lees frühe Projekte wurden als Folk-Pop beschrieben. Ihr und Claes Björklunds Projekt iamamiwhoami galt als Akt elektronischer Musik, der einen Stilmix zeichnet, darunter Elektropop, Synth-Pop, Art-Pop und Avantgarde. Ihre Musik unter ionnalee wurde als Elektropop, Indie-Pop und Art-Pop bezeichnet.

### Einflüsse
Lee gab an, dass sie von Kraftwerk, Cocteau Twins, Depeche Mode, Christopher Nolan, Air und Vangelis beeinflusst wird. Sie fügte hinzu, dass Blood Orange, Arca, Denis Villeneuve, Chromatics, Björk, Todd Terje, Disasterpeace und Mozart zu ihren Einflüssen gehören.
Sie bezeichnete Madonnas und Chaka Khans Alben, die ihrer Mutter gehörten, als ihre Favoriten, als sie jung war.

## Preise und Auszeichnungen
- This Is Jonna Lee wurde im Mai 2009 auf der Titelseite von iTunes USA als Next Big Thing ausgezeichnet.
- Nach dem texanischen Radiosender SXSW war sie unter den Top 5 der Next Big Sound-Liste 2010 von SXSW, die aufzeichnet, wie schnell Musikkünstler die Fans über verschiedene soziale Netzwerkplattformen hinzufügen.
- Im Jahr 2010 erhielt Lee eine Manifest-Award-Nominierung als bester Singer-Songwriter.[9]
- Im Dezember 2018 erhielt Jonna Lee von ihrer Heimatstadt Linköping einen Preis für kulturelle Leistungen.
- Lee wurde 2019 beim schwedischen Independent Music Award Manifestgalan als bestes Synth-Album des Jahres nominiert
- Lee hat drei Auszeichnungen als iamamiwhoami gewonnen.